# Коргоруши
Коргору́ши или колове́рши — в восточнославянской мифологии существа мелкого размера, служащие на посылках у ведьм (ср. фамильяры), домовых либо дворовых. В качестве самостоятельных персонажей почти не встречаются, в отличие от южнославянских злыдней. Люди видят их в основном в образе кошек, преимущественно чёрной масти. Коргоруши—помощники дворового приносят своему хозяину припасы или деньги, воруя их из-под носа соседского дворового. Соседские коргоруши, в свою очередь, могут поступать схожим образом, подстраивая якобы «случайное» битьё посуды или потери, которые нельзя ни предусмотреть, ни отвратить.